# Pagelaran (Purabaya)
Pagelaran is een bestuurslaag in het regentschap Sukabumi van de provincie West-Java, Indonesië. Pagelaran telt 3664 inwoners (volkstelling 2010).